# Bürgermeisterei Weidingen
Die Bürgermeisterei Weidingen war eine von ursprünglich 42 preußischen Bürgermeistereien, in die sich der 1816 neu gebildete Kreis Bitburg im Regierungsbezirk Trier verwaltungsmäßig gliederte. Von 1822 an gehörte der Regierungsbezirk Trier, damit auch die Bürgermeisterei Weidingen, zu der in dem Jahr neu gebildeten Rheinprovinz. Der Verwaltung der Bürgermeisterei unterstanden sechs Gemeinden. Der Verwaltungssitz war in der heutigen Ortsgemeinde Weidingen im Eifelkreis Bitburg-Prüm in Rheinland-Pfalz.

## Gemeinden und zugehörige Ortschaften
Zur Bürgermeisterei Weidingen gehörten folgende Gemeinden (Stand 1843):
- Altscheid (106 Einwohner)
- Berkoth (69) mit den Weilern Hausmannsdell (13) und Heinischseifen (17)
- Burscheid (27)
- Niederweidingen (46) mit dem Rodenhof (4)
- Uppershausen (50) mit dem Gehöft Terresseifen (10)
- Weidingen (Oberweidingen; 80) mit den Höfen Itzfeld (12) und Spiegeldell (9) sowie der Neumühle (11)

Insgesamt lebten im Bürgermeistereibezirk 483 Menschen in 53 Wohnhäusern. Alle Einwohner waren katholisch. Es gab zwei Kirchen, eine Kapelle und eine Schule (Stand 1843).

## Geschichte
Alle Ortschaften im Verwaltungsbezirk der Bürgermeisterei gehörten vor 1794 zum Herzogtum Luxemburg (Quartier Vianden), Altscheid zur Grafschaft Vianden, die übrigen Orte zur Herrschaft Neuerburg. Weidingen war Hauptort einer Meierei. Im Jahr 1794 hatten französische Revolutionstruppen die Österreichischen Niederlande, zu denen das Herzogtum Luxemburg gehörte, besetzt und im Oktober 1795 annektiert. Unter der französischen Verwaltung gehörte das Gebiet zum Kanton Neuerburg, der verwaltungsmäßig zum Arrondissement Bitburg im Departement Wälder gehörte.
Aufgrund der Beschlüsse auf dem Wiener Kongress wurde 1815 das vormals luxemburgische Gebiet östlich der Sauer und der Our dem Königreich Preußen zugeordnet. Unter der preußischen Verwaltung wurden im Jahr 1816 Regierungsbezirke und Kreise neu gebildet, linksrheinisch wurden in der Regel die Verwaltungsbezirke der französischen Mairies vorerst beibehalten. Die Bürgermeisterei Weidingen entsprach insoweit der vorherigen Mairie Weidingen. Die Bürgermeisterei Weidingen bestand bis 1871 und ging in der Bürgermeisterei Baustert auf.
Alle Ortschaften gehören heute verwaltungsmäßig zur Verbandsgemeinde Südeifel im Eifelkreis Bitburg-Prüm in Rheinland-Pfalz.